# کتابخانه دانشگاه فرایبورگ

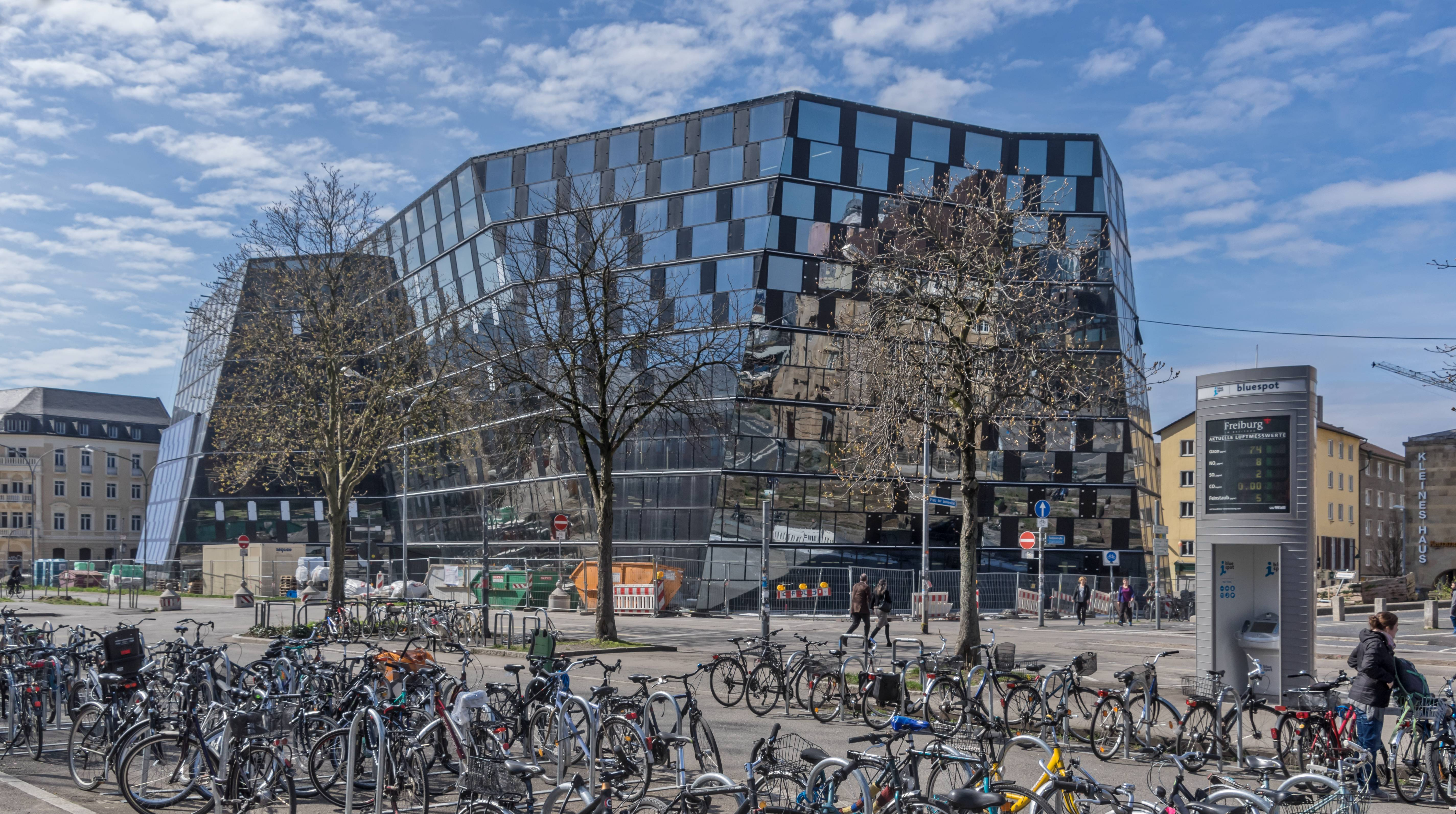
کتابخانهٔ دانشگاه فرایبورگ

کتابخانهٔ دانشگاه فرایبورگ (انگلیسی: University Library Freiburg) کتابخانهٔ دانشگاه فرایبورگ است. به عنوان یک کتابخانه‌های دانشگاهی و کتابخانه، کتابخانهٔ مرکزی این دانشگاه برای دانشجویان و کارکنان دانشگاه فریبورگ، دانشگاه آموزش فریبورگ، دانشگاه کاتولیک علوم کاربردی، و دانشگاه پروتستان علوم کاربردی فرایبورگ محسوب می‌شود. این کتابخانه همچنین پذیرای علاقه‌مندان از عموم مردم نیز می‌باشد.